# František Halas
František Halas (n. 3 octombrie 1901 - d. 27 octombrie 1949) a fost un poet, eseist și traducător ceh.
A făcut parte din mișcare de rezistență antifascistă.
A fost unul dintre cei mai importanți poeți cehi ai secolului al XX-lea, lirica sa de avangardă aparținând poetismului (moment precursor suprarealismului în Cehia), carcaterizată prin stil metaforic și prin dominarea tehnicii formale, având ca tematică meditația asupra existenței umane.

## Scrieri
- 1927: Sepia ("Sepie")
- 1930: Cocoșul speria moartea ("Kohout plašit smrt")
- 1938: Torsul speranței ("Torso naděje")
- 1942: Acord ("Laděni")
- 1948: În șir ("V řadě").